# Alexandre Kholminov
Alexandre Nikolaïevitch Kholminov (Александр Николаевич Хо́лминов), né le 8 septembre 1925 à Moscou et décédé le 26 novembre 2015, est un compositeur soviétique et russe et apparatchik. Il reçoit le prix d'État d'URSS en 1978 et devient artiste du Peuple d'URSS en 1984.

## Biographie
Il entre en 1943 à l'école du conservatoire de Moscou dans la classe de composition. Il étudie notamment auprès de Messner et Sposobine. En même temps, il suit une formation armée à l'académie militaire Frounzé, l'URSS étant en guerre. Il termine le conservatoire Tchaïkovsky en 1950 dans la classe d'Evgueni Goloubev.
Il est admis à l'union des compositeurs d'URSS. En 1959, il devient membre du comité de l'union des compositeurs de RSFSR, puis devient secrétaire de l'organe dirigeant de l'union des compositeurs d'URSS (1968-1990) et de Russie soviétique (1973-1990).
De 1973 à 1990, il est membre de la commission des prix d'État de RSFSR.
Il préside le jury I et II du festival international de la chanson pour la jeunesse à Sotchi en 1967 et 1968, ainsi que le concours pansoviétique du centenaire de la naissance de Lénine, participe aux travaux du jury du concours international d'opéra de musique de chambre de Dresde en 1977. Il est fait membre de la société européenne de la culture en 1977.

## Œuvre

### Opéras
- «Сказка о попе и работнике его Балде» Le Conte du pope et de son domestique Balda (vers 1940), inspiré d'un conte de Pouchkine
- «Оптимистическая трагедия», La Tragédie optimiste (1965), d'après la pièce de Vsevolod Vichnievski (créé au Bolchoï avec Irina Arkhipova dans le rôle de la commissaire)
- «Шинель» Le Manteau (1971), d'après la nouvelle de Gogol
- «Коляска» Le Landau (1971) d'après la nouvelle de Gogol
- «Братья Карамазовы» Les Frères Karamazov, d'après le roman de Dostoïevski
- «Ванька» Vanka
- «Свадьба» La Noce
- «Двенадцатая серия» La Douzième série (1977), d'après le récit de Choukchine « Ils se sont endormis le matin»
- «Анна Снегина» Anna Snéguina (1966), d'après le poème d'Essénine
- «Чапаев» Tchapaïev (1974), d'après le roman de Fourmanov
- «Горячий снег» La Neige brûlante (1984)
- «Сталевары» Les sidérurgistes (1987)
- «Плоды просвещения» Les fruits de l'éducation (1990), d'après la pièce de Tolstoï
- «Лес» La Forêt (1996), d'après la pièce d'Ostrovski.

### Cantates
- «Ленин с нами» Lénine avec nous
- «Здравствуй, Родина!» Salut ô Patrie (1960)
- «Ради жизни на земле» Grâce à la vie sur terre (paroles de Tvardovski et Issakovski, 1975)
- «Цвети, наша Родина!» Fleuris notre patrie (paroles d'Alexandre Prokofiev, 1982)
- «Переступив войны порог» Après avoir franchi le seuil de la guerre (paroles de Tvardovski, 1985)

### Autres
- Symphonies:
  - Première, 1973
  - Deuxième, 1975
  - Troisième, en l'honneur du six-centième anniversaire de la bataille de Koulikovo, 1977
- Poèmes symphoniques:
  - «Poème héroïque» (1954)
  - «La Jeune garde»
  - «Nés de la tempête» (1960)
  - «Poème de fête»
- Concerto pour flûte et instruments à vent (1978)
- 2 suites pour orchestre d'instruments populaires (1953, 1955)
- Fantaisie ukrainienne (1954)
- Ouverture de fête (1956)
- Album enfantin pour le piano (1970)
- Œuvres pour voix et piano, accordéon russe — 4 ballades (sur des poèmes russes, 1954)
- Cycles vocaux:
  - La Fierté laborieuse (1962)
  - Vive le romantisme! (1963)
  - Heures d'attente (1969)
  - Une poignée de sable (1970)
  - Il y eut un premier coup de tonnerre (1970)
- environ une cinquantaine de chansons, dont — La Chanson de Lénine (1955), La Chanson des jeunes gens (1957), La Chanson de l'amitié, L'Ode à la patrie (paroles de Poloukhine, 1962), La Valse du Donbass (sur des vers d'Igor Kobzev)
- musique de films et d'émissions radiodiffusées.

### Filmographie
- 1954 : Le Fils du berger (Сын пастуха)
- 1957 : L'Honneur de la famille (Честь семьи)
- 1959 : Dans le silence de la steppe (В степной тиши)
- 1964 : Président (Председатель)